# En terrain miné
Pour plus de détails, voir Fiche technique et Distribution.
En terrain miné (Kajaki: The True Story, Kilo Two Bravo en Amérique du Nord), est un docudrame de guerre britannique sorti en 2014 et réalisé par Paul Katis.

## Synopsis
L'intrigue est inspirée de l'incident du barrage de Kajaki, impliquant Mark Wright (en) et une petite unité de soldats britanniques positionnés près du barrage de Kajaki, dans la province de Helmand, en Afghanistan.

## Distribution
- David Elliot (en) : Mark Wright (en)
- Mark Stanley (en) : Tug
- Scott Kyle (en) : Stu Pearson
- Benjamin O'Mahony : Stuart Hale
- Bryan Parry (en) : Jonesy
- Liam Ainsworth : Ken Barlow
- Ali Cook (en) : Spud McMellon
- Andy Gibbins : Smudge
- Grant Kilburn : Alex Craig
- John Doughty : Dave Prosser
- Jon-Paul Bell (en) : Luke Mauro
- Malachi Kirby : Snoop
- Paul Luebke : Jay Davis
- Ryan W. Sadi : Kyle Minchew
- Robert Mitchell : Faz
- Thomas Davison : Jarhead
- Abe Dababneh : Kajaki Jon
- Felipe Cabezas : Kajaki Mike
- Hazem Alagha : Steven « Bombhead » Watson

## Production
Le film a été tourné à Al-Kafrein, en Jordanie, en remplacement de l'Afghanistan.

## Sortie
Kajaki est sorti le 12 novembre 2014  au Vue Cinema de Londres à Leicester Square et a réuni des acteurs, une équipe et des vétérans.  Le film est sorti au Royaume-Uni le 28 novembre 2014  et aux États-Unis le 13 novembre 2015. 

## Accueil du public

### Box-office
Kajaki a rapporté 7 891 $ aux États-Unis et au Canada  et 26 126 $ dans d'autres territoires pour un total mondial de 34 017 $. 

### Critique
Sur l'agrégateur d'avis Rotten Tomatoes, il a une cote d'approbation de 100 % basée sur 29 avis, avec une note moyenne de 7,6/10. Le consensus critique du site Web déclare : "Kilo Two Bravo honore son histoire basée sur des faits avec un drame presque insupportablement tendu qui capture les horreurs - et le coût humain - de la guerre moderne." 

### Distinctions
Aux BAFTA Scotland Awards 2015  (cérémonie le 15 novembre 2015), David Elliot (en) a remporté le prix du meilleur acteur de cinéma. Aux British Independent Film Awards 2015  (cérémonie le 6 décembre 2015) Paul Katis (réalisateur/producteur) et Andrew de Lotbinière (producteur) ont remporté le prix de Producteur de l'année pour leur travail sur ce film et ont également été nommés à la British Academy 2015 Film Awards  (cérémonie le 8 février 2015) en tant que début exceptionnel d'un écrivain, réalisateur ou producteur britannique.